# 戈尔德格
戈尔德格是奥地利萨尔茨堡州蓬高地区圣约翰县的一个市镇。总面积33.1平方公里，总人口2216人，人口密度66.9人/平方公里（2001年）。